# Омуровска река
Омуровска река (по старото име на село Партизанин – Омурово) е река в Южна България – Област Стара Загора, община Братя Даскалови и Област Пловдив, община Първомай, ляв приток на река Марица. Дължината ѝ е 58 km, която ѝ отрежда 69-о място сред реките на България.
Омуровска река води началото си под името Конакдере от 820 м н.в., на 1 км североизточно от връх Чакалова поляна (902 м) в Сърнена Средна гора. Тече в южна посока в западната и югозападната част на Чирпанските възвишения в тясна долина, с редуващи се долинни разширения, в които са разположени няколко села. След устието на десния си приток река Страшния дол носи името Старата река до село Малък дол, а след устието на Новоселска река – Омуровска река. При село Партизанин навлиза в Горнотракийската низина, като долината ѝ става широка и плитка. Влива се отляво в река Марица на 120 m н.в., на 650 м южно от село Крушево, община Първомай.
Площта на водосборния басейн на реката е 305 km2, което представлява 0,58% от водосборния басейн на Марица, а границите на басейна ѝ са следните:
- на запад – с водосборния басейн на Брезовска река, ляв приток на Марица;
- на изток – с водосборните басейни на реките Сазлийка и Текирска река, леви притоци на Марица;
- на север – с водосборния басейн на река Тунджа.

Основни притоци: → ляв приток, ← десен приток
- ← Селското дере
- ← Страшния дол
- ← Чехларска река
- ← Свинаров мост
- → Новоселска река (Суха река, най-голям приток)
- → Вадичката

Реката е с дъждовно подхранване, като максимумът е в периода март-юни, а минимумът – юли-декември. Среден годишен отток при село Партизанин 0,85 m3/s. Преди изграждането на водозащитни диги по цялото протежение на коритото на реката в Горнотракийската низина, Омуровска река река почти ежегодно е причинявала големи наводнения.
По течението на реката са разположени 10 села:
- Област Стара Загора

- Община Братя Даскалови – Медово, Марково, Малък дол, Голям дол, Братя Даскалови, Горно Белево, Партизанин, Черна гора, Плодовитово;

- Област Пловдив

- Община Първомай – Крушево

В Горнотракийската низина водите на реката се използват за напояване.
По долината на реката преминават три пътя от Държавната пътна мрежа:
- На протежение от 3,7 км, между селата Черна гора и Партизанин – участък от третокласен път № 565 Пловдив – Белозем – Партизанин;
- На протежение от 9,7 км, между селата Партизанин и Братя Даскалови – участък от третокласен път № 664 Чирпан – Братя Даскалови – Брезово;
- На протежение от 93,9 км, между селата Плодовитово и Градина – участък от третокласен път № 667 Плодовитово – Първомай – Асеновград

## Топографска карта
- Лист от карта K-35-51. Мащаб: 1 : 100 000.
- Лист от карта K-35-63. Мащаб: 1 : 100 000.